# Хобол (приток Бытантая)
Хобо́л (также Хобоол) — река в Эвено-Бытантайском улусе Республики Саха. Левый приток Бытантая. Длина реки — 101 км. Площадь водосборного бассейна — 3120 км².
Хобол берёт начало на восточных склонах хребта Орулган в системе Верхоянского хребта на высоте более 1419 м над уровнем моря. В верховьях течёт по межгорной долине преимущественно на юг и юго-восток. После впадения Куранаха поворачивает на восток-северо-восток, а после впадения Чуорки — на юго-восток. Населённые пункты на реке отсутствуют. Характерны наледи. Впадает в Бытантай несколькими рукавами по левому берегу на отметке 429 м над уровнем моря, выше впадения Бильляха, в 380 км от впадения Бытантая в Яну. Ширина перед устьем — 60 м при глубине 1,5 м; скорость течения в низовьях составляет 1,4 м/с.

## Основные притоки
Указаны притоки длиной 20 км и более
| Название | Расстояние от устья | Длина | Положение |
| -------- | ------------------- | ----- | --------- |
| Чуорка   | 8,7                 | 60    | левый     |
| Токур    | 15                  | 68    | левый     |
| Ланха    | 24                  | 49    | левый     |
| Куранах  | 49                  | 23    | правый    |
| Сюрян    | 61                  | 29    | правый    |
| Сутаня   | 78                  | 21    | правый    |

## Данные водного реестра
По данным государственного водного реестра России и геоинформационной системы водохозяйственного районирования территории РФ, подготовленной Федеральным агентством водных ресурсов:
- Бассейновый округ — Ленский
- Речной бассейн — Яна
- Речной подбассейн — Яна ниже впадения Адычи
- Водохозяйственный участок — Бытантай
- Код водного объекта — 18040300112117700023456